# Diego Tristán
Diego Tristán Herrera (La Algaba, 1976. január 5. –) spanyol labdarúgó, tizenötszörös spanyol válogatott. Pályafutása legsikeresebb 6 esztendőjét a Deportivo La Coruña csapatának játékosaként érte el. A válogatottal részt vett a 2002-es labdarúgó-világbajnokságon. 2002-ben spanyol gólkirály lett 21 góllal.

## Statisztika

### Válogatott
| Spanyolország | Spanyolország | Spanyolország |
| Év            | Mérkőzés      | Gól           |
| ------------- | ------------- | ------------- |
| 2001          | 5             | 2             |
| 2002          | 6             | 0             |
| 2003          | 4             | 2             |
| Összesen      | 15            | 4             |

## Sikerei, díjai

### Klub
- Deportivo La Coruña:
  - Spanyol kupa : 2001-02
  - Spanyol szuperkupa : 2000, 2002

### Egyéni
- Pichichi-trófea: 2001-02